# فيلهلم أكرمان
فيلهلم فريدريش أكرمان (29 آذار (مارس) 1896 - 24 كانون الأول (ديسمبر) 1962)، رياضياتي ألماني، اشتهر باقتران أكرمان وهو أحد أهم الأمثلة في النظرية الحسابية.
ولد أكرمان في بلدية هيرشيد في ألمانيا، حصل على درجة الدكتوراة من جامعة غوتنغن عام 1925 عن أطروحة تناولت برهاناً للاتساق الحسابي دون استخدام بديهيات بيانو بالكامل. عمل في التدريس في الفترة 1929 - 1948 في شتاينفورت ثم في لودنشايد حتى 1961. كما كان أكاديمياً في أكاديمية العلوم في غوتينغين وأستاذاً فخرياً في جامعة مونستر.

## وصلات خارجية
- O'Connor، John J.؛ Robertson، Edmund F.، "فيلهلم أكرمان"، تاريخ ماكتوتور لأرشيف الرياضيات
- فيلهلم أكرمان في شجرة علماء الرياضيات
- Erich Friedman's page on Ackermann at جامعة ستيتسون
- Hermes, In memoriam WILHELM ACKERMANN 1896-1962 (pdf 945 KB)
- Author profile in the database زنترالبلات الرياضية